# Ledston
Ledston – wieś w Anglii, w hrabstwie ceremonialnym West Yorkshire, w dystrykcie metropolitalnym Leeds. Leży 15 km na południowy wschód od centrum miasta Leeds i 263 km na północ od Londynu.